# Rubus hastiformis
Rubus hastiformis är en rosväxtart som beskrevs av William Charles Richard Watson. Rubus hastiformis ingår i släktet rubusar, och familjen rosväxter. Inga underarter finns listade i Catalogue of Life.